# District de Kota
Le district de Kota est un district de l'état du Rajasthan en Inde.